# El falso pitufo
El falso pitufo (en el francés original Le Faux Schtroumpf) es la cuarta historieta de la serie Los Pitufos, con guion y dibujos de Peyo.

## Trayectoria editorial
Se publicó por primera vez en 1961 en el n.º 1211 de la revista Spirou, como parte de la colección de minirrelatos incluidos en la revista hasta 1975 y más tarde en formato álbum recopilatorio junto a Los pitufos y el huevo y El pitufo nº 100.

## Argumento
Gargamel, el perverso brujo que una vez raptó a uno de los pitufos, desea vengarse desde el día en que los valientes pitufos liberaron a su compañero. Gargamel crea una poción que lo convierte en pitufo, con el plan de infiltrarse en la Aldea Pitufa y destruirlos. Sin embargo, la poción no funciona por completo porque le falta el rabito, así que se hace uno de madera y lo pega a sus pantalones. Ahora el disfraz es tan perfecto que engaña incluso a Azrael, y el brujo escapa a duras penas de su propio gato. Gargamel, disfrazado, se dirige a los campos de zarzaparrilla para encontrar algún pitufo.
Efectivamente hay uno que, al no reconocer a Gargamel, lo lleva a la aldea. Allí, Gargamel participa en un ensayo de baile, pero lo arruina al no saber la coreografía.
El primer plan de Gargamel es envenenar la marmita del almuerzo de los pitufos, pero ninguno se ve afectado. Luego, Gargamel descubre que vació el veneno en la marmita de lavar la ropa.
Se terminan las obras en el puente sobre el Río Pitufo. Gargamel lo sabotea durante la noche, pero al día siguiente, cuando es inaugurado, los pitufos cruzan el puente sin problemas. Frustrado, Gargamel cruza y el puente se rompe a medio camino, por lo que cae al río y lo rescatan. Más tarde, el Gran Pitufo descubre que la cuerda había sido cortada y advierte a los demás de la existencia de un saboteador. Gargamel no se da cuenta de que el chapuzón ha hecho que se desprenda su falso rabito, que es hallado por un pitufo. Al darse cuenta de que hay un falso pitufo entre ellos, el Gran Pitufo hace correr la voz de pellizcarle el rabito a todos los pitufos hasta encontrar al falso, que si llega a tener un falso rabito no le dolerá el pellizco. Gargamel, al que descubren por no tener rabito, huye al laboratorio del Gran Pitufo y se encierra para hacer una poción que lo devolverá a la normalidad. Los pitufos echan la puerta abajo justo cuando Gargamel está bebiendo la poción, pero aunque recupera su apariencia habitual, sigue del tamaño de un pitufo y es tomado prisionero. Es atado y llevado a las afueras de la aldea, donde el Gran Pitufo se le acerca con un cuchillo. Gargamel clama piedad, pero el Gran Pitufo corta sus amarras y le ordena irse de la Aldea y no volver nunca más. Gargamel se va corriendo, pero una vez lejos de la aldea, vuelve a jurar venganza.